# 임상 실습
임상 실습(clinical clerkship)에는 의학, 치의학, 수의학, 간호학 등의 학생들이 의료 전문가의 감독 하에 의료를 실습하는 의학 교육 기간이 포함된다.

## 간호사 및 의사 보조원 프로그램
간호 교육(nurse education)에서 임상실습은 학생들이 마지막 학년 동안 실시하는 임상 과정을 의미한다. 임상실습에 대한 학생의 만족도는 간호학 분야 선택에 결정적인 요소이다.
미국의 의사 보조사 프로그램도 같은 방식으로 이 용어를 사용했다.

## 같이 보기
- 재판연구원(law clerk)
- 법원 서기(court clerk)
- 의사 보조사(physician assistant)
- 보조 의사(assistant physician)